# Вульфоальд
Вульфоальд (лат. Wulfoaldus; умер в 680) — майордом Франкского государства (673—675).

## Биография

### Происхождение
Основными историческими источниками о жизни Вульфоальда являются «Книга истории франков», хроника продолжателей Фредегара и некоторые раннесредневековые сочинения агиографического характера.
О происхождении и ранних годах жизни Вульфоальда почти ничего не известно. Хроники описывают его как представителя знатного австразийского рода. Возможно, Вульфоальд имел южно-австразийское происхождение и его семейные владения находились вблизи Шпайера. Предполагается, что он мог быть связан родственными узами с семьёй своего упоминающегося в начале VIII века тёзки, покровительствовавшего аббатству Сен-Мишель и владевшему землями в районе Вердена и Бар-ле-Дюка.

### При короле Хильдерике II

#### Регентство
После смерти в 661 году короля Хильдеберта, по настоянию королевы Батильды и майордома Эброина на престол Австразии планировалось возвести правителя Нейстрии и Бургундии Хлотаря III. Эта мера была поддержана королевой Химнехильдой, вдовой короля Сигиберта III, и герцогом (лат. dux) Вульфоальдом. Подготавливаемое объединение трёх франкских королевств было направлено против власти австразийского майордома Гримоальда Старшего. Уже в следующем году тот был выдан австразийцами Эброину и казнён. Вероятно, что именно Вульфоальд стоял во главе заговора против Гримоальда.
Устранение Гримоальда позволило Вульфоальду отвергнуть ранее заключённые с нейстрийцами договорённости. Он и его сторонники отказались от подчинения Хлотарю III и возвели на престол Австразии его несовершеннолетнего брата Хильдерика II. Церемония провозглашения нового австразийского монарха состоялась между 11 марта и 14 декабря 662 года. В описании этого события Вульфоальд назван главным королевским советником и герцогом, что свидетельствует о его очень высоком положении при дворе нового монарха. В малолетство Хильдерика II Вульфоальд управлял вместе с Химнехильдой королевством в качестве регента. Вероятно, после гибели Гримоальда Старшего должность майордома Австразии так и осталась вакантной. Вульфоальд, упоминаемый в источниках этого времени исключительно как герцог, продолжил управлять от имени короля Австразией и после того, как около 670 года Хильдерик II стал совершеннолетним.

#### Майордом Франкского государства
После того как весной 673 года скончался король Нейстрии и Бургундии Хлотарь III, майордом Эброин возвёл на престол Теодориха III. Однако местная знать во главе с епископом Отёна Леодегарием и его братом графом Парижа Варином, недовольная единоличным правлением Эброина, начала переговоры с Вульфоальдом о вступлении на престол Нейстрии и Бургундии Хильдерика II. Получив от Хильдерика уверение, что он во всём будет действовать согласно «Эдикту Хлотаря II» от 614 года, враги Эброина признали короля Австразии своим правителем. Таким образом, впервые со времён Дагоберта I произошло объединение в одних руках всех трёх франкских королевств. Теодорих III и Эброин были пострижены в монахи и сосланы: первый — в аббатство Сен-Дени, второй — в Люксёйское аббатство. Вульфоальд же получил должность майордома единого Франкского государства. В этом качестве он был упомянут в датированной 4 июля 673 года хартии короля Хильдерика II Фонтенельскому аббатству, а также в дарственной этого монарха монастырю Монтерендер от 9 июля 675 года.
Вскоре Вульфоальд оказался вовлечён в конфликт Хильдерика II с епископом Леодегарием и патрицием Прованса Гектором. Причиной смуты стало недовольство нейстрийской знати неисполнением королём обязательств следовать уставам «Эдикта Хлотаря II». По свидетельству жития епископа Клермона Праекта, формальным поводом к разногласиям стал спор по поводу наследства знатной нейстрийки Клавдии, завещавшей всё своё состояние Клермонской епархии. Несмотря на наличие завещания, епископ Леодегарий настаивал, что наследство должно было отойти дочери скончавшейся, бывшей замужем за патрицием Гектором. В этой тяжбе Вульфоальд встал на сторону Праекта. Действия своего майордома поддержал и король Хильдерик II. В результате, Леодегарий был сослан в Люксёй, а Гектор казнён.
Однако уже осенью 675 года Хильдерик II и его супруга Билихильда были убиты в результате заговора нейстрийской знати во главе с Бодило. По словам автора «Книги истории франков», поводом для убийства стало «тяжкое угнетение франков» королём. Значительную роль в этих событиях также сыграло недовольство нейстрийской знати засильем австразийцев при дворе Хильдерика II. Стараниями Леодегария новым королём вновь был поставлен Теодорих III. Вульфоальд лишился должности майордома и был вынужден искать убежища в Австразии. Его преемником в Нейстрии и Бургундии стал один из наиболее знатных сторонников заговорщиков Леудезий. Однако новый майордом не смог предотвратить начавшейся в Нейстрии борьбы за власть между вернувшимися из ссылки Леодегарием и Эброином. Победу в этой борьбе одержал Эброин, устранивший как Леодегария, так и Леудезия.

### Возвращение в Австразию
В 676 году Вульфоальд и его приверженцы провозгласили королём Австразии привезённого из Ирландии Дагоберта II, сына короля Сигиберта III. Точно неизвестно, в какой должности находился Вульфоальд при новом короле. То, что он смог стать австразийским майордомом, вызывает у историков сомнения. В 677 году Эброин предпринял попытку снова объединить Франкское государство, на этот раз военным путём, но в сражении при Лангре ни нейстрийцы, ни австразийцы не смогли одержать победу. Вслед за этим был заключён мир, подтвердивший существовавшие до 673 года границы королевств.
Во второй половине 670-х годов главными противниками Вульфоальда в борьбе за власть в Австразии были Пипин Геристальский и его брат Мартин. В 679 году король Дагоберт II был убит людьми, подосланными или Пипином, или Эброином. Вульфоальд скончался вскоре после этого, вероятно, уже в 680 году. После его смерти должность майордома Австразии занял Пипин Геристальский и с этого времени влияние Арнульфингов во Франкском государстве стало стремительно усиливаться.

### Семья
От брака с неизвестной по имени женщиной у Вульфоальда была единственная дочь Вольфгунда, выданная отцом замуж за графа Гундоина, владения которого располагались в Сааргау. В качестве возможных внуков Вульфоальда называют Эрменберта и Оттона, упоминаемых в 699 году.